# 埃及远征军
埃及远征军是第一次世界大戰期間大英帝国的一支部隊，于1916年3月10日在埃及蘇丹國成立，起初英方是為了保卫苏伊士运河和埃及而組建該部隊 。後來又參與西奈和巴勒斯坦战役。奥斯曼帝国于1918年10月30日签署穆兹罗斯停战协定後，該部隊解散。